# Aboab (Familie)

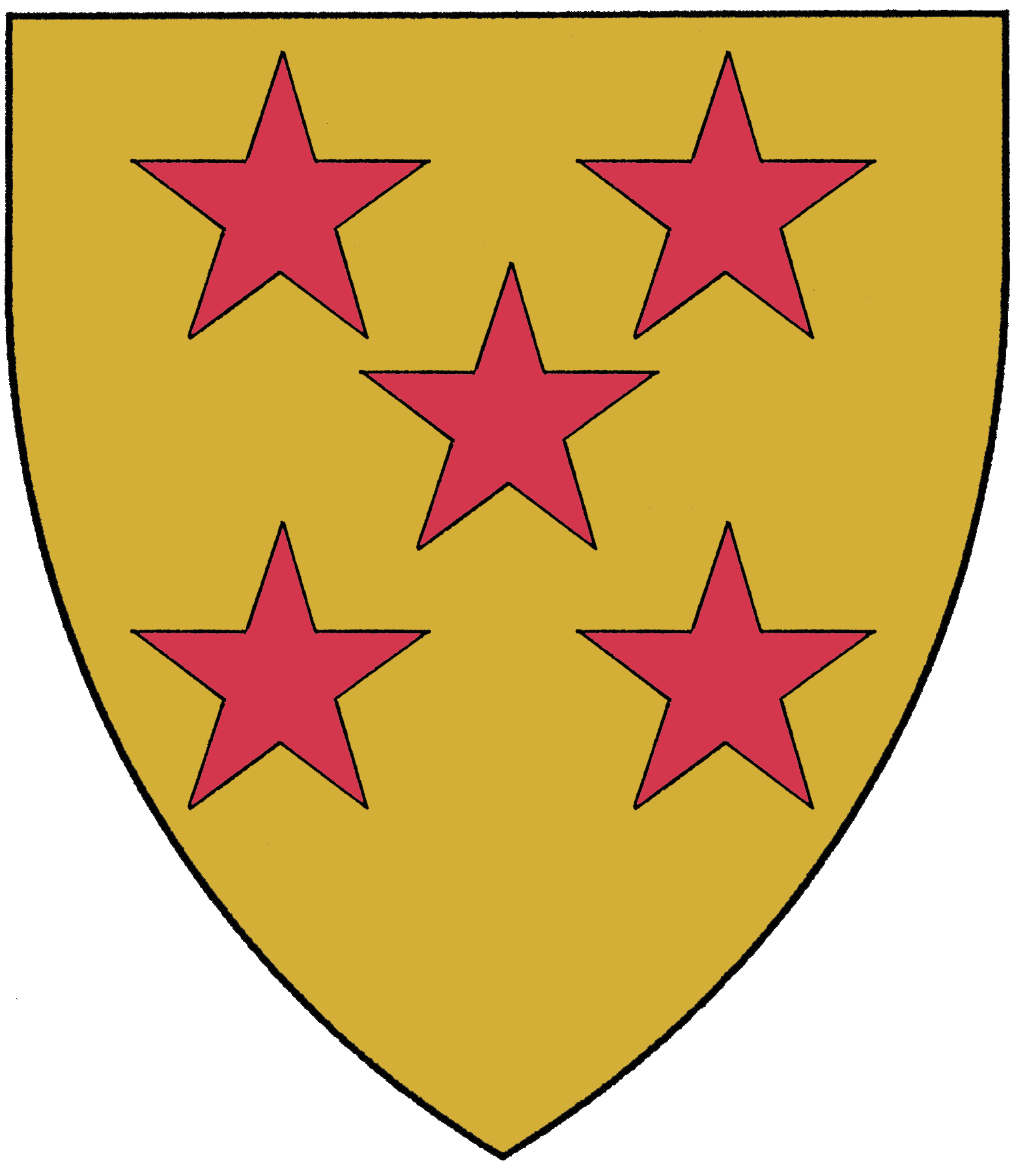
Wappen welches Abraham I. Aboab von Jakob I. erhielt

Die Aboabs (hebräisch אבוהב Abwhaw; arabisch ابوآب, DMG Abwāb; türkisch Abuaf; slawisch: Abujaw) sind eine alte und angesehene westsephardische Familie, die ursprünglich aus Aragonien, Spanien, stammt. Die Familie hat mehrere namhafte Rabbiner, Gelehrte, Ärzte und Kaufleute hervorgebracht – insbesondere in Amsterdam, Venedig und Hamburg. Der Vorläufer der Familie ist Abraham I. Aboab, der 1263 einen Turm in Altea mit den umliegenden Milchviehbetrieben sowie ein Vollwappen von Jakob I. von Aragón erhielt. Einige meinen, dass Aboab eine Schreibweise des arabischen ʿAbd al-Wahhāb (arabisch عبد الوهاب, DMG ʿAbd al-Wahhāb ‚Diener des Gebers, Verleihers‘) ist.  Andere wiederum meinen, dass der Name von der Stadt Umm al-Abohaw in Tunesien stammt.

## Geschichte
Der Vorfahre Abraham Aboab hatte einen Sohn namens Isaac, der ein talmudischer Gelehrter in Aragon wurde. Später zog er nach Toledo in Kastilien, wo er seine eigene Jeschiwa leitete und jüdische Ethik lehrte. Am besten bekannt ist er für seine Arbeit Menorat ha-Maor, die eine Sammlung von Midrasch-Predigten enthält. Sein Sohn Abraham II. Aboab war ein enger Zeitgenosse von Jehuda ben Ascher. Abrahams Urenkel Isaac II. Aboab war Posek und Tora-Kommentator in Toledo. Nach dem Alhambra-Edikt von 1492 ging er mit dreißig anderen der angesehensten Juden des Landes nach Lissabon, um mit König Johann II. von Portugal über die Aufnahme seiner verbannten Gemeinschaft zu verhandeln. Er und seine Begleiter durften sich unter günstigen Bedingungen in Porto in Portugal niederlassen. Isaacs Sohn Abraham IV. Aboab wurde jedoch 1497 Opfer einer Zwangsbekehrung, daher wurden er und alle seine Nachkommen Kryptojuden. Anfang des 17. Jahrhunderts wanderte der Großteil der Familie weiter nach Westeuropa aus. Darunter waren Elijah Aboab Cardoso und Abraham V. Aboab in Hamburg,  Immanuel Aboab, Isaac V. Aboab und Isaac Aboab da Fonseca in Amsterdam sowie Samuel Aboab und sein Sohn Jacob VI. Aboab in Venedig.